# Rafaela Requesens
Rafaela Requesens (phát âm tiếng Tây Ban Nha: [rafajˈela reˈkesens], sinh tại Caracas, ngày 12 tháng 6 năm 1992)  là một cựu Chủ tịch Liên đoàn của Trung tâm Sinh viên của Đại học Trung ương Venezuela (FCU-ƯCV), một nhà tổ chức các cuộc biểu tình sinh viên tại Venezuela, và một nhà hoạt động trong nước. Cô là một nhân vật nổi bật của các cuộc biểu tình ở Venezuela năm 2017, cùng với anh trai của cô, Juan Requesens, và từ đó đã trở thành một nhà hoạt động dân chủ nổi tiếng.

## Đầu đời
Requesens học trung học tại trường Los Riscos. Cô là một vũ công flamenco trong mười lăm năm từ khi sáu tuổi và muốn theo đuổi nghề này trước khi bị chấn thương do thừa cân, cuối cùng phải phẫu thuật đầu gối sau một chương trình tập luyện nghiêm ngặt. Trong khi Requesens vẫn còn tập nhảy, anh trai cô đã thuyết phục cô vào đại học, và cô đã chọn học ngành Nghiên cứu chính trị tại Đại học Trung tâm Venezuela (UCV), bắt đầu từ năm 2010.Sau khi Requesens bị thương, xảy ra trong một năm sau đó, cô ấy bắt đầu quan tâm đến chính trị. Requesens nói trong một cuộc phỏng vấn năm 2017 rằng việc đến UCV là "điều tốt nhất đã xảy ra với [tôi]".
Sau ba năm ở trường đại học, Requesens nghỉ một năm để theo học tại Học viện ẩm thực của Venezuela, nhưng nhanh chóng quay trở lại các lớp học tại UCV, nói rằng đây là nơi chứa đựng niềm đam mê của cô.
Requesens đã có năm hình xăm vào năm 2017, có hình xăm đầu tiên ở tuổi 17 và có một chiếc khuyên môi. Khi bị chỉ trích vì những điều này, cô đã nhắc nhở mọi người rằng có những chính trị gia có hình xăm rõ ràng, như Miguel Pizarro ở Venezuela. Đội bóng chày yêu thích của cô là Caribes de Anzoátegui.
Requesens cũng tham gia cuộc biểu tình ở Venezuela năm 2014 với anh trai, mặc dù không phải là một nhân vật đáng chú ý. Hồi tưởng lại, cô đã nói rằng trong những cuộc biểu tình này, cô đã "ngứa ngáy" thích ra ngoài và trải nghiệm nó, không ngại ném đồ đạc mà không thực sự hiểu thực tế của tình hình. Requesens cũng nói rằng cô tin rằng phong trào sinh viên của cô là một thế hệ dưới anh trai cô, và họ có một số lời chỉ trích về các cuộc biểu tình năm 2014.
Vào năm 2015, Requesens đã bị bắt cóc bởi những người vô danh cùng với một người bạn của anh trai cô, Eladio Hernández. Vụ bắt cóc xảy ra ở bang Táchira, mà anh trai cô vừa được bầu làm Đại diện, và có động cơ chính trị nhằm mục đích báo động hoặc tấn công chính trị gia.